# Joachim Buggelsheim
Joachim Buggelsheim (* 28. Februar 1975 in St. Veit) ist ein ehemaliger österreichischer Basketballspieler.

## Laufbahn
Buggelsheim spielte bis 1997 für die Wörthersee Piraten in der Bundesliga, es folgte von 1997 bis 1999 ein Zwischenhalt beim Ligakonkurrenten Kapfenberg, ehe er zu den Piraten zurückkehrte. Bei den Kärntnern war er neben seiner Spielertätigkeit auch Sportlicher Leiter und Nachwuchschef sowie zeitweilig auch Spielertrainer. 2001 führte der 1,93 Meter große Flügelspieler die Piraten als Mannschaftskapitän ins Bundesliga-Finale, wo man Kapfenberg unterlag. 2002 und 2003 wurde er mit den Piraten Meisterschaftsdritter, 2003 darüber hinaus Cup-Vizesieger. Zudem spielte er mit den Piraten im europäischen Vereinswettbewerb Korac-Cup.
Im August 2010 trat Buggelsheim als Spieler zurück, blieb aber Sportlicher Leiter und zudem Co-Trainer der Piraten. Im Frühjahr 2011 beging er seine Rückkehr als Spieler und blieb der Mannschaft auch nach dem Gang in die 2. Bundesliga im Jahr treu. Im August 2016 beendete er im Alter von 41 Jahren seine Karriere und trat auch von seinem Posten als Sportlicher Leiter zurück.
Dem Basketballsport blieb Buggelsheim unter anderem als Trainerreferent des Kärntner und Osttiroler Basketballverbandes verbunden.

### Nationalmannschaft
Buggelsheim nahm als Teamspieler unter anderem an Ausscheidungsspielen für die Europameisterschaften teil.